# Spring Hill (Tennessee)
Spring Hill város az USA Tennessee államában, Maury és Williamson megyében. Lakosainak száma 50 005 fő (2020. április 1.).

## Népesség
A település népességének változása:
| Lakosok száma | 29 036 | 32 576 | 50 005 | 60 301 |
|               | 2010   | 2013   | 2020   | 2024   |